# Perrysville (Indiana)
Perrysville est une municipalité située dans le comté de Vermillion, dans l’État de l'Indiana, aux États-Unis. Lors du recensement de 2020, elle comptait 456 habitants.